# Oxypogon nobilis
Az Oxypogon nobilis  a madarak osztályának sarlósfecske-alakúak (Apodiformes)  rendjébe és a kolibrifélék (Trochilidae) családjába tartozó faj.

## Rendszerezés
Besorolása vitatott, egyes rendszerezők az Oreonympha nembe sorolják, egyetlen fajként, Oreonympha nobilis néven.

## Előfordulása
Peru területén honos. A természetes élőhelye a szubtrópusi vagy trópusi erősen leromlott egykori erdők, szubtrópusi vagy trópusi száraz erdők, hegyividéki cserjések.

## Alfajai
- Oreonympha nobilis albolimbata Berlioz, 1938
- Oreonympha nobilis nobilis Gould, 1869

## Külső hivatkozások
- Képek az interneten a fajról[halott link]
- Internet Bird Collection - videók a fajról